# Allophylus cominia
Allophylus cominia är en kinesträdsväxtart som först beskrevs av Carl von Linné, och fick sitt nu gällande namn av Olof Swartz. Allophylus cominia ingår i släktet Allophylus och familjen kinesträdsväxter.

## Underarter
Arten delas in i följande underarter:
- A. c. caymanensis
- A. c. parvifolia